# Kviddtjärnen (Säfsnäs socken, Dalarna, 666801-141754)
Kviddtjärnen är en sjö i Ludvika kommun i Dalarna och ingår i Göta älvs huvudavrinningsområde. Sjön har en area på 0,0555 kvadratkilometer och ligger 280,6 meter över havet.

## Delavrinningsområde
Kviddtjärnen ingår i det delavrinningsområde (666972-141332) som SMHI kallar för Utloppet av Lisjön. Medelhöjden är 313 meter över havet och ytan är 44,1 kvadratkilometer. Räknas de 10 avrinningsområdena uppströms in blir den ackumulerade arean 176,67 kvadratkilometer. Gullspångsälven (Liälven) som avvattnar avrinningsområdet har biflödesordning 2, vilket innebär att vattnet flödar genom totalt 2 vattendrag innan det når havet efter 410 kilometer. Avrinningsområdet består mestadels av skog (54 procent). Avrinningsområdet har 14,22 kvadratkilometer vattenytor vilket ger det en sjöprocent på 32,2 procent.